# Abel Camará
Abel Issa Camará (* 6. ledna 1990, Bissau, Guinea-Bissau) je portugalský fotbalový útočník původem z Guiney-Bissau, od roku 2012 působí v týmu Os Belenenses.
V kategorii U21 reprezentoval Portugalsko, na seniorské úrovni hrál za Guineu-Bissau.

## Reprezentační kariéra

### Portugalsko
Hrál v portugalské mládežnické reprezentaci U21.

Zúčastnil se kvalifikace na Mistrovství Evropy hráčů do 21 let 2013 v Izraeli.

### Guinea-Bissau
V A-mužstvu Guiney-Bissau debutoval 16. října 2010 v přátelském utkání s Kapverdami.